# Newport (Nebraska)
Newport é uma vila localizada no estado americano de Nebraska, no Condado de Rock.

## Demografia
Segundo o censo americano de 2000, a sua população era de 98 habitantes.
Em 2006, foi estimada uma população de 87, um decréscimo de 11 (-11.2%).

## Geografia
De acordo com o United States Census Bureau, a localidade tem uma área de 0,8 km², sem área coberta por água. Newport localiza-se a aproximadamente 681 m acima do nível do mar.

## Localidades na vizinhança
O diagrama seguinte representa as localidades num raio de 36 km ao redor de Newport.